# Claudio Di Pucchio
Claudio Di Pucchio (Sora, 9 agosto 1944) è un allenatore di calcio ed ex calciatore italiano.

## Carriera

### Giocatore
Inizia la carriera al Sora nelle serie minori per poi esordire in Serie C con Avellino prima e Chieti poi.
Andò a segno nell'unica gara disputata in Serie A, Juventus-Lazio (2-1) del 1º giugno 1967, ultima giornata di campionato, realizzando un gol su rigore.
In seguito dopo aver vinto da riserva mai impiegata in gare ufficiali un campionato di Serie B con la Lazio prosegue la sua carriera in Serie C con le maglie di Sambenedettese, Alessandria, Massese e Salernitana.

### Allenatore
Ha allenato per molti anni nelle serie minori. Ed ha vinto 2 campionati di interregionale Campionato Interregionale 1983-1984 con l'Aesernia e Campionato Interregionale 1991-1992 con il Sora e 2 campionati di serie C2 Serie C2 1993-1994 e Serie C2 2000-2001 sempre con il Sora.

## Palmarès

### Giocatore

#### Competizioni nazionali
- Campionato italiano di Serie B: 1

Lazio: 1968-1969

### Competizioni regionali
- Campionato Interregionale 1983-1984: 1ºnel girone G Promosso in serie C2

Aesernia: 1983-1984
- Promozione: 1

Isola Liri: 1986-1987
- Campionato Interregionale 1991-1992: 1º nel girone H Promosso in serie C2 dopo spareggio contro il Sulmona

Sora: 1991-1992

### Competizioni nazionali
- 1993-94 - 2º nel girone C di Serie C2.  Promosso in Serie C1 dopo spareggio contro la Turris

Sora: 1993-1994
- 2000-01 - 5º nel girone C di Serie C2.  Promosso in Serie C1 dopo play-off

Sora: 2000-2001